# Juste Debout
Juste Debout (Жюст Дебу) — это соревнования по уличным видам танца, ежегодно проводящиеся во Франции. Имеют следующие формы проведения: в формате «два на два» — локинг, поппинг, хаус и хип-хоп, и 2 категории в формате «один на один» — экспериментал и топрок. Организатор соревнований — Брюс «Ykanji» Зонэ, также являющийся основателем школы по подготовке профессиональных танцоров хип-хопа.

## История
Впервые конкурс Juste Debout был проведен во Франции (Париж) в 2002 году, и с тех пор устраивается ежегодно, в конце зимы — начале весны. Начиная с 2006 года, территория соревнования разделилась: отборочные соревнования стали проводиться в разных странах, а финал — традиционно во Франции, в Париже. Это позволило конкурсу расширить круг участников и приобрести международную популярность.
В 2007 году отборочные соревнования проводились в таких странах, как Германия, Италия, Япония, Чехия, Испания, Швеция и Швейцария. В категории Локинг победили представители Франции Ману и Лоик (Manu & loïc), в Поппинге выиграли Jsmooth & Future from the dance crew MGF (Machine Gone Funk) из США, в категории Хаус — японцы Lastly, Hiro & Meech, а в Хип-хопе — выходцы из Дании Stéphanie & Dedson.
С 2008 года соревнования проводятся на стадионе Берси в Париже.
В 2012 году Juste Debout Steez собрал на стадионе Берси 16000 человек. Отборочные соревнования прошли в 15 странах, 5 из которых участвовали в преселекшене впервые. В 11-х по счёту соревнованиях Juste Debout в Париже приняли участие 144 танцора. На турнире выступила команда Vagabond Crew с номером в стиле breakdance. Победителями стали:
Top Rock: Samo
Experimental: Drosha
House: Mamson & Babson
Locking: Markus & Alex A — Train
Hip Hop: Salas & Ben
Popping: Popping J & Crazy Kyo

## Программа соревнований
В соревновании участвуют пары танцоров. Между двумя парами устраивается баттл, в ходе которого каждый танцор по очереди пытается «перетанцевать» противников в своей танцевальной категории.
За музыку на соревнованиях отвечают приглашенные диджеи. Ни один участник конкурса не знает, под какую песню ему предстоит танцевать, что добавляет состязаниям интриги и элемент импровизации.
Каждый батл состоит из восьми раундов: танцоры по очереди выступают перед аудиторией и противниками. После того, как каждый участник выступит по 2 раза, судьи выбирают команду-победителя, которая пройдет дальше в соревновании. В финале выступают две лучшие пары, которые борются за победу в своей категории танца.
Кроме самих соревнований, в программу входят показательные выступления судей и приглашённых гостей, а также различные вечеринки и мероприятия.